# 宮崎県道23号細島港線
宮崎県道23号細島港線（みやざきけんどう23ごう ほそしまこうせん）は、宮崎県日向市を通る県道（主要地方道）である。

## 概要
日向市大字細島から日向市新生町1丁目に至る。

### 路線データ
- 起点：宮崎県日向市大字細島（細島港）
- 終点：宮崎県日向市新生町1丁目（新生町交差点、国道10号交点、国道327号・国道446号起点、国道503号終点）

## 歴史
- 1954年（昭和29年）11月5日 - 宮崎県告示第453号[1]により路線認定される。当時の整理番号は14。
- 1993年（平成5年）5月11日 - 建設省から、県道細島港線が細島港線として主要地方道に指定される[2]。

## 地理

### 通過する自治体
- 日向市

### 交差する道路
| 交差する道路                           | 交差する場所 | 交差する場所        |
| -------------------------------------- | ------------ | ------------------- |
| 宮崎県道15号日知屋財光寺線             | 曽根町4丁目  | 曽根4丁目交差点     |
| 国道10号 国道327号 国道446号 国道503号 | 新生町1丁目  | 新生町交差点 / 終点 |

### 沿線
- 日向市立細島小学校
- イオンタウン日向
- 日向市立日知屋小学校
- 日向市立富島中学校